# 사르차노/산타고스티노역
사르차노/산타고스티노 역 (Sarzano/Sant'Agostino)은 제노바 지하철의 역이다. 제노바 시내의 사르차노 광장에 위치해 있으며, 지금은 봉헌되어 박물관으로 바뀐 산타고스티노 교회와 가깝다.
사르차노/산타고스티노 역은 산 실베스트로 수녀원 (제2차 세계 대전 당시 연합군의 폭격으로 파괴), 산 살바토레 축성 교회, 산타 마리아 아순타 성당의 유적을 보존한 상태로 그 건설되었기에 건축 구조 면에서 특별하다. 이 역이 문을 열기 전까지 사르차노 광장 일대 지역의 대중교통 수단은 전무하였다. 노선상에서는 산 조르조 역과 데 페라리 역의 중간에 위치해 있으며, 데 페라리 역까지 개통되고 1년이 지난 2006년 4월 3일에 문을 열었다.
역 출입구는 총 두 개가 있는데 하나는 사르차노 광장에, 다른 하나는 마리나 성벽에 있다. 승강장의 길이는 80m이며 사르차노 광장 입구에는 지하 26.5m 깊이에, 마리나 성벽 입구에는 지하 7m 깊이에 있다.